# 通信链路
在電信網絡中，通信链路是指一個连接两个或两个以上设备的傳輸介質中的信道，作用是用來数据传输。有時傳輸介質中含有多條信道。而傳輸介質則會被稱為物理鏈路。     

## 傳輸方向

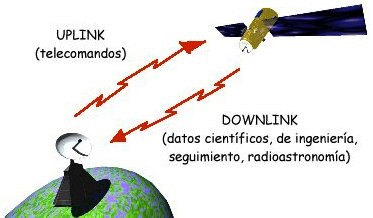
饋線鏈結

### 上行鏈結
- 關於無線電通訊服務，上行鏈結（UL或U/L）是饋線鏈結（英语：Feeder link）的一部分，用於將訊號從衛星地面站傳輸到太空無線電站（英语：Space radio station）、太空無線電系統（英语：Space radio system）或高空平台站（英语：High-altitude platform station）。
- 對於GSM和蜂窩網絡，無線電上行鏈路是從移動台（手機）到基地收發機站（小區站點）的傳輸路徑。BSS和NSS內傳輸的流量和訊號也可以被辨識為上行鏈路和下行鏈路。
- 對於電腦網絡，上行鏈結是從資料通訊設備（英语：Data circuit-terminating equipment）到骨幹網的連接。

### 下行鏈結
- 關於無線電通訊服務，下行鏈結（DL或D/L）是饋線鏈結的一部分，用於將訊號從太空無線電站、太空無線電系統或高空平台站傳輸到衛星地面站。
- 在衛星通訊中，下行鏈路 (DL) 是從衛星到衛星地面站的連結。
- 對於蜂窩網路，無線下行鏈結是從行動通信基地臺到手機的傳輸路徑。基站子系统（BSS）和網路交換子系統（NSS）內傳輸的流量和訊號也可以被辨識為上行鏈結和下行鏈結。
- 對於電腦網路而言，下行鏈路是從資料通訊設備到資料終端設備（英语：Data terminal equipment）的連接。

### 轉發鏈結
轉發鏈結是從固定位置（例如基地台）到行動用戶的連結。如果鏈結包括通訊衛星，則轉發鏈結將包括上行鏈結（基地台到衛星）和下行鏈結（衛星到行動用戶）。

### 回傳鏈結
回傳鏈結是從行動用戶到固定基地台的連結。
如果鏈結包括通訊衛星，則回傳鏈結將由上行鏈結（行動站到衛星）和下行鏈結（衛星到基地台）組成，兩者一起構成half hop。

## 備註
1. ↑  Sometimes the communications facilities that provide the communications channel that constitutes a link are also included in the definition of link.